# Les Aulneaux
Les Aulneaux är en kommun i departementet Sarthe i regionen Pays de la Loire i nordvästra Frankrike. Kommunen ligger i kantonen La Fresnaye-sur-Chédouet som tillhör arrondissementet Mamers. År 2022 hade Les Aulneaux 107 invånare.

## Befolkningsutveckling
Antalet invånare i kommunen Les Aulneaux
| Referens: INSEE |